# Magnus Jøndal
Magnus Jøndal (født 7. Februar 1988 i Norge) er en norsk tidligere håndboldspiller.
Han deltog under EM i håndbold 2016 i Polen.